# Jeju (eiland)
Jeju-eiland of Jejudo (historisch: Quelpaert of Quelpart) is een eiland in de gelijknamige provincie Jeju-do in het uiterste zuiden van Zuid-Korea in de Straat van Korea. Het eiland heeft een oppervlakte van 1825 km².
Sinds 2007 staat het vulkanisch eiland Jeju met zijn lavagrotten als natuurerfgoed op de Werelderfgoedlijst van UNESCO. De hoofdstad van Jeju is de gelijknamige stad Jeju (Koreaans: Jejusi (제주시, 濟州市)). Deze stad ligt op het noordelijk deel van het eiland en is met 338.000 inwoners de grootste stad van het eiland. De tweede stad, Seogwipo, omvat het zuidelijke deel van het eiland. Seogwipo is in 2006 ontstaan uit het samenvoegen van het oorspronkelijk Seogwipo, Kujwa en Taejong. Het eiland bezit ook een internationale luchthaven die bij de stad Jeju ligt, namelijk de Internationale Luchthaven Jeju. Diverse Koreaanse maatschappijen vliegen meerdere keren per dag vanuit steden op het vasteland naar Jeju. Een van deze maatschappijen heet zelf Jeju Air. 

## Geografie en klimaat

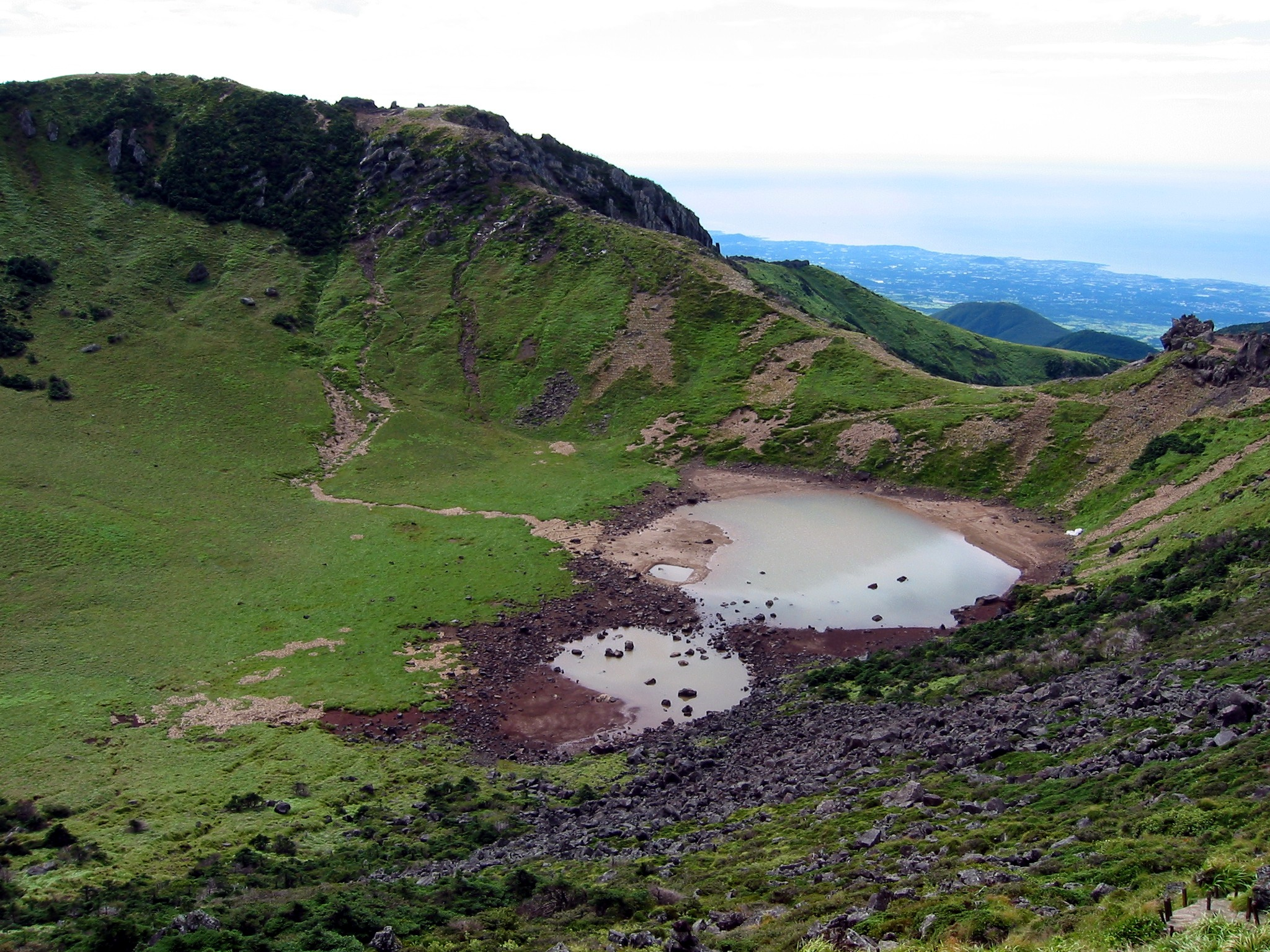
Een kratermeer op Jeju

Jeju is een vulkanisch eiland en is in zijn geheel gevormd door vulkanische erupties van honderden miljoenen jaren geleden. Het bestaat grotendeels uit basalt en andere stollingsgesteentes. De hoogste berg op het eiland is de uitgedoofde vulkaan Hallasan. Met 1950 meter is deze berg de hoogste van het eiland en van heel Zuid-Korea.
Jeju heeft een subtropisch klimaat, waarin op het eiland vier seizoenen te onderscheiden zijn. Gedurende de helft van de zomer is het vrij regenachtig, en gedurende de winter is het overwegend droog.
Wat fauna betreft is Jeju een mengsel tussen de Oriëntaalse en Palearctische regio's, hoewel het wat meer Palearctisch dan Oriëntaals is. Omdat het eiland geïsoleerd is van het vasteland komt er een aantal endemische dieren voor.
Op het eiland leven 3315 soorten insecten in 301 geslachten en 25 families. Er zijn ongeveer 250 soorten spinnen en 22 soorten duizendpoten op Jeju. Er leven ook 6 soorten teken op het eiland.
Er zijn 9 soorten amfibieën en 11 soorten reptielen op Jeju. Verder leven er 281 soorten vogels op het eiland, waarvan er 70 het eiland tijdens hun trek passeren, 75 's winters naar het eiland trekken, 37 gaan 's zomers naar Jeju, 36 blijven het hele jaar en 73 zijn dwaalgasten.
Op Jeju komen er ook enkele endemische ondersoorten van zoogdieren voor, waaronder Sorex caecutiens hallamontanus, een ondersoort van de Noordse spitsmuis. Deze ondersoort is pas in 2005 ontdekt. In totaal leven er 16 à 18 soorten inheemse zoogdieren op het eiland, waarvan de Siberische ree het grootste is.

## Maatschappij en cultuur

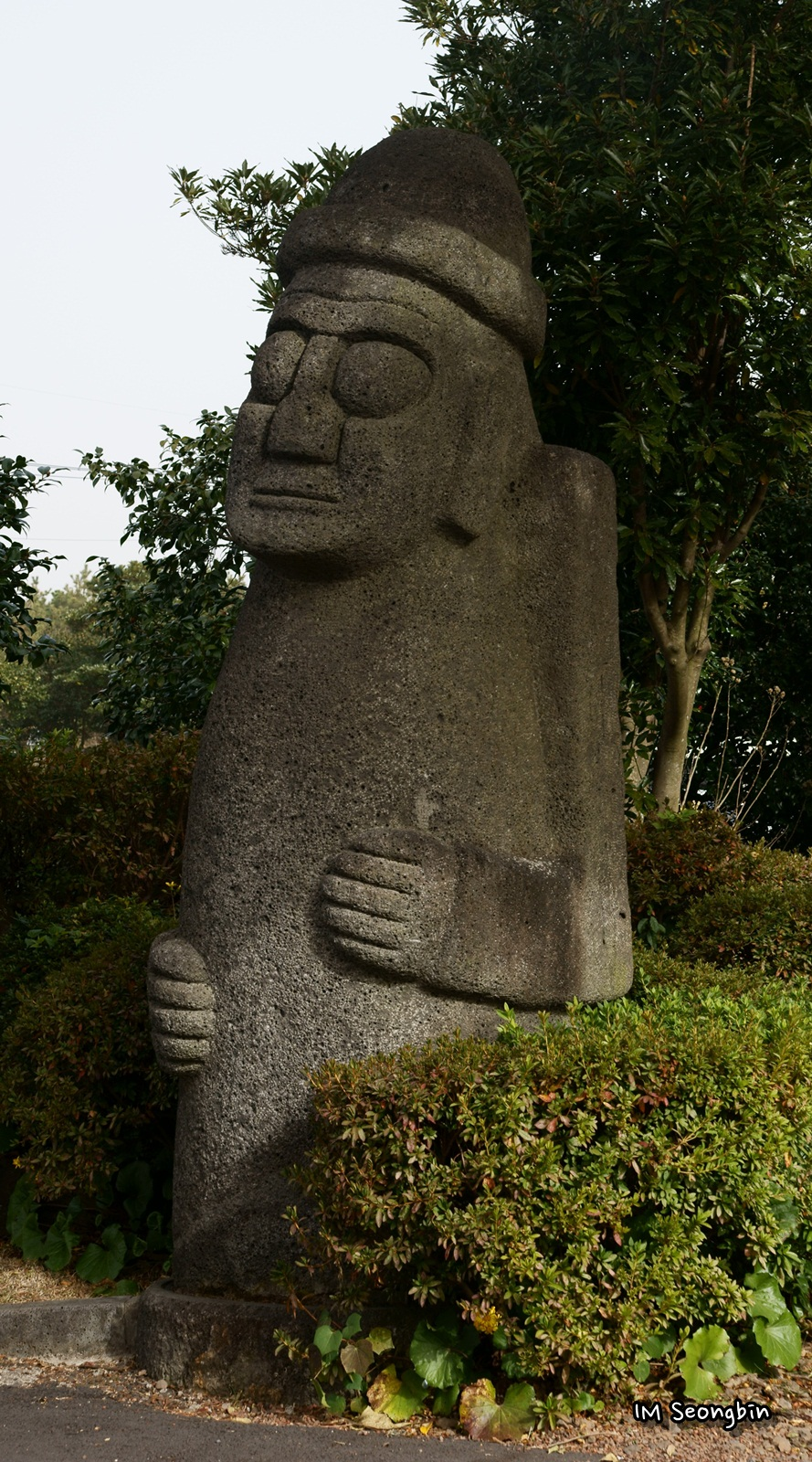
Een Dol Hareubang

Vanwege de relatieve isolatie van het eiland heeft de cultuur en taal van Jeju zich onafhankelijk ontwikkeld van die van het vasteland. Er zijn talloze lokale legendes over het eiland en waarschijnlijk het meest in het oog springend is de zogenaamde dol hareubang (Stenen grootvader) die uit blokken lava worden gehouwen.
Een ander aspect waarmee de cultuur op Jeju zich onderscheidt is de familiestructuur waarbij de vrouw aan het hoofd van de familie staat. Het Matriachaat komt vooral voor op de eilanden Udo en Mara, maar komt ook in de rest van de provincie voor. Het beste voorbeeld van deze familiestructuur kan waarschijnlijk toe worden geschreven aan de haenyeo ("zeevrouwen"), die vaak het hoofd van de familie waren omdat zij voor de inkomsten zorgden. Deze vrouwen duiken het gehele jaar door, zonder speciale uitrusting, naar allerlei schelp- en schaaldieren.

De laatste jaren is het aantal actieve haenyo sterk gedaald.

## Geschiedenis
Jeju kent een lange geschiedenis en werd al voor het begin van de westerse jaartelling bewoond. Door de eeuwen heen maakte het deel uit van verschillende rijken en werd het betwist tussen Korea en Japan.
Door zijn geïsoleerde ligging heeft het eiland heel andere ontwikkelingen meegemaakt dan het vasteland van Korea. Dit wordt getoond in de andere gebruiken en gewoonten, de andere religieuze gewoonten en het sterk afwijkende dialect van het eiland, dat veel meer oude vormen uit de Koreaanse taal heeft gehandhaafd.
Door zijn isolatie van het vasteland werd Jeju een oord waar bannelingen en ongewenste personen naartoe werden gestuurd. Pas aan het einde van de 19e / begin 20e eeuw kwam er een regelmatige verbinding met het vasteland tot stand.
Door al deze omstandigheden werden en worden bewoners van dit eiland en de omliggende eilanden erg gediscrimineerd en komt tot in de 21e eeuw de geschiedenis van de eilanden nauwelijks aan bod in de Zuid-Koreaanse geschiedenisboeken.
In de loop van de geschiedenis is het eiland bekend geweest onder vele verschillende namen, waaronder:
- volgorde: geromaniseerde naam (Hangul schrift, Hanja schrift)
- Doi (도이, 島夷)
- Dongyeongju (동영주, 東瀛州)
- Juho (주호, 州胡)
- Tammora (탐모라, 耽牟羅)
- Seopra (섭라, 涉羅)
- Takra (탁라, 竣羅)
- Tamra (탐라, 耽羅)

In 1910, toen Korea gekoloniseerd werd door de Japanners, werd de naam van het eiland gewijzigd in Saishu, de Japanse uitspraak van de naam Jeju geschreven in het Hanja-schrift.
Vóór het jaar 2000 werd de naam van het eiland in het Latijnse alfabet geschreven als Cheju. Door een officiële wijziging aangenomen door de Zuid-Koreaanse regering met betrekking tot de romanisatie van het Hangul-schrift werd dit Jeju. Bijna alle geschreven referenties in het Nederlands van voor 2000 gebruiken dan ook Cheju als de spelling.
Jeju wordt voor het eerst genoemd als een onafhankelijk land genaamd Tamna (耽羅) dat in 662 een protectoraat werd van het koninkrijk Silla. Na de val van Silla in 938 werd Tamna een protectoraat van Goryeo. In 1105 verloor Tamna haar autonomie en werd een provincie van Goryeo. Hierna was het koning Euijong van Goryeo die de naam van het eiland veranderde in Jeju. In 1271 werd Jeju de basis voor opstandelingen tijdens de Sambyeolcho Rebellie tegen de Mongoolse overheersers. Hierdoor plaatsten de Mongolen Jeju onder direct bestuur. Pas in 1367 behoorde het weer tot Goryeo.
In 1653 strandde de Nederlandse zeeman Hendrik Hamel, die de eerste Europeaan is waarvan bekend is dat hij Korea bereikte, op Jeju en gaf het de naam waaronder het in eerste in Europa bekend zou komen te staan, Quelpart of Quelpaert.
Bij de kolonisatie van het eiland door de Japanners in 1910 raakte Jeju bekend als Saishu. Na de capitulatie van de Japanners viel Jeju in de zuidelijke bezettingszone en werd het bij de nieuwe Koreaanse republiek (later Zuid-Korea) gevoegd. In 1946 werd Jeju een zelfstandige provincie.
In de periode van 3 april 1948 tot 21 september 1954 vond er een gewapende opstand plaats op het eiland. Hierbij vielen tienduizenden doden. Deze gebeurtenis staat bekend als het Jeju-opstand. De Zuid-Koreaanse regering negeerde dit tot in de jaren 90 van de 20e eeuw toen het eiland weer onder civiel bestuur kwam. De regering heeft sindsdien zijn excuses aangeboden. Sindsdien zijn er studies gaande om de aard van het bloedbad en de aanleiding vast te stellen. Over de aanleiding is men het nog steeds oneens.

## Economie
Het eiland staat in Zuid-Korea vooral bekend als honeymoon-eiland. Veel pasgetrouwde stellen brengen hier een paar dagen door. De vele hotels op Jeju maken het ook de ideale plaats voor het houden van conventies. Hierdoor is er op Jeju sprake van een zogenaamde MICE-industrie (MICE staat voor Meetings, Incentives, Conferencing en Exhibitions.) Vanwege haar gematigde klimaat en schitterende stranden is Jeju tevens een geliefd vakantieoord. Inkomsten gegenereerd vanuit het toerisme zijn dan ook voor een belangrijk deel verantwoordelijk voor de economie van Jeju.